# 420 Бертольда
420 Бертольда (420 Bertholda) — астероїд зовнішнього головного поясу, відкритий 7 вересня 1896 року Максом Вольфом у Гейдельберзі.
Тіссеранів параметр щодо Юпітера — 3,129.